# Piccata

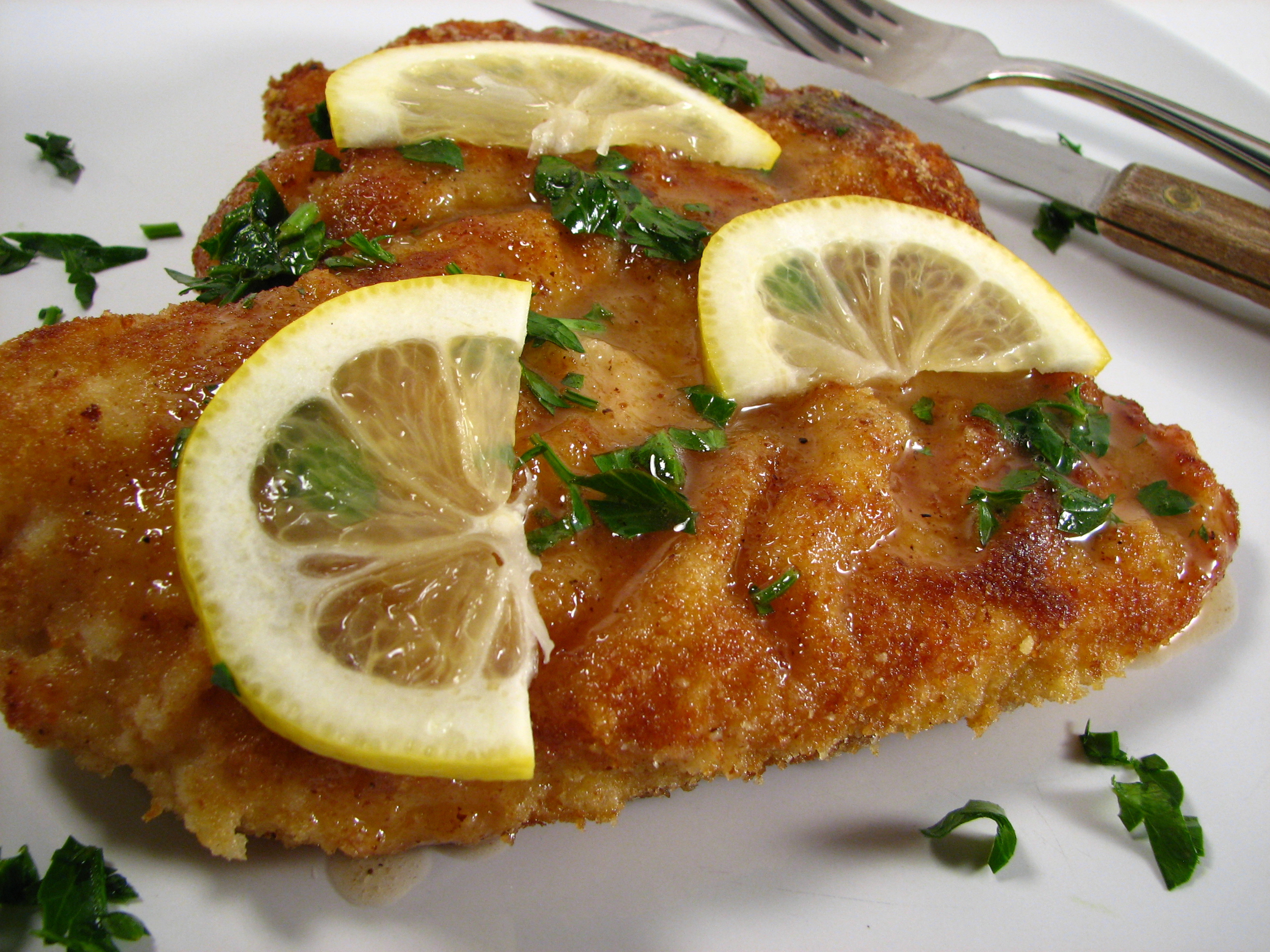
Piccata de poulet

La piccata est un plat italien[réf. nécessaire] composé de fines tranches de veau sautées et servies avec une sauce à base de jus de citron, de câpres et de beurre. La viande est attendrie, assaisonnée, roulée dans la farine, puis sautée à l'huile d'olive jusqu'à l'obtention d'une croûte dorée de chaque côté. La sauce est obtenue en déglaçant le fond de la poêle à l'aide de vin blanc, avant d'ajouter le jus de citron, les câpres et le beurre. La sauce est ensuite servie sur la viande, parsemée de persil et éventuellement décorée à l'aide de rondelles de citron. 
La piccata est dite milanese lorsque la viande est enrobée, avant cuisson, d'un mélange d’œuf et de parmesan. Elle est alors généralement accompagnée de sauce tomate. 
Aux États-Unis, il existe une variante populaire à base de blanc de poulet ainsi qu'une variante végétarienne à base de seitan.